# Оба
Оба је био назив за краља Бенина. Он је представљао снагу и богатство краљевства. Из палате је наметао своју моћ бројним чиновницима.

## Оба, човек-бог
Краљ је у Бенину био света личност. Његови поданици су га поштовали као бога. Сматрало се да поседује магијску моћ, и да када носи своју огрлицу од 28 бисера, да ће тада све жеље изречене у његовом присуству бити остварене. Едоси, народ Краљевства Бенин, обожавали су обу као живог бога.
Пошто су обу третирали као бога, сматрали су да он не једе, не пије и не спава. Након његове смрти изливали су главу по његовом лику, и постављали је у палату. Едоси су веровали у загробан живот, и за њих је била привилегија бити сахрањен поред краља.

## Краљ и народ
Сваке године поводом празника Игуа, оба је праћен војницима, музичарима и слугама, излазио у народ, у свом свечаном оделу.

## Начин власти
Краљевство Бенин је била огромна држава, и оба је управљао помоћу чиновника, намесника, и стараца. У провинцијама намесници су наметали његову моћ. А у селима то су чинили поглавари и старци.

## Како се бира оба
Након обине смрти, поглавари и старци бирају наследника међу синовима, које су му родиле бројне жене. Током једног празника нови владар симулира битку, у којој се супротставља поглаварима села. Након тога постаје оба.